# ガンスフ・マラルエレデン
ガンスフ・マラルエレデン（蒙: Гансух Марал-Эрдэнэ、1996年5月25日 - ）は、モンゴルのフィギュアスケート選手（女子シングル）。ウランバートル出身。
ISU公認競技会に出場したモンゴル初のフィギュアスケート選手。

## 略歴
1996年、モンゴル・ウランバートル出身。5歳の時に家族で日本に移住。愛知県名古屋市で幼少期を過ごす。
愛知県出身のフィギュアスケート選手である浅田真央、安藤美姫らに憧れ、2008年にフィギュアスケートクラブに入る。長久保裕、成瀬葉里子に師事。
2011年、長久保の提案により、モンゴルスケート連盟に移籍。2011年アジア冬季競技大会（16位）、ISUチャレンジャーシリーズ、2019年冬季ユニバーシアードなどにモンゴル初の出場を果たした。
名古屋国際高等学校卒業後の2015年4月、本郷理華、佐藤未生とともに中京大学スポーツ科学部に入学。
2017年、ISUチャレンジャーシリーズフィンランディア杯に、連盟やコーチの帯同はなく、単独渡航で大会に出場。
2018年、浅田真央が引退後に開催したアイスショー「浅田真央サンクスツアー」のキャストに選出され、全202公演の日本ツアーに出演。憧れの選手と共演を果たした。ショーは2021年5月に横浜アリーナにて千秋楽を迎えた。
2019年、冬季ユニバーシアードに出場し、30位。同年3月、中京大学を卒業。同年4月、中京大学スポーツ科学研究科修士課程に入学。同年4月14日、モンゴル国内初の国際規格アイスアリーナであるSteppe Arenaの着工式にSteppe Arena LLC代表Puntsagiin Tsgaan、ハルトマーギーン・バトトルガモンゴル大統領らとともに出席。
2022年7月、Steppe Arenaにてモンゴル初のフィギュアスケート教室を開催、約50名の子どもが参加。同年8月、IOC委員会メンバーでモンゴルオリンピック委員会会長のBattushig Batboldと面会し、フィギュアスケート競技への支援を求めた。
2023年1月、日本モンゴル国交樹立50周年を記念したモンゴル初のアイスショー「Grassland on Ice」の主演を務め、両国の友好の象徴として、モンゴルで生まれ育ち、日本で越冬するマナヅルから着想を得た物語などを演じた。同年3月、中京大学スポーツ科学研究科修士課程を修了。同年4月より、中京大学スポーツ科学研究科博士課程に在学。

## 主な戦績
| 国際大会：シニア              | 国際大会：シニア | 国際大会：シニア | 国際大会：シニア | 国際大会：シニア | 国際大会：シニア | 国際大会：シニア | 国際大会：シニア | 国際大会：シニア |
| 大会/年                       | 2011-12          | 2012-13          | 2017-18          | 2018-19          | 2019-20          | 2020-21          | 2021-22          | 2024-25          |
| ----------------------------- | ---------------- | ---------------- | ---------------- | ---------------- | ---------------- | ---------------- | ---------------- | ---------------- |
| CS US国際クラシック           |                  |                  |                  |                  | 12               |                  |                  |                  |
| CSフィンランディア杯          |                  |                  | 25               |                  | 21               |                  |                  |                  |
| CSオーストリア杯              |                  |                  |                  |                  |                  |                  | 34               |                  |
| CSワルシャワ杯                |                  |                  |                  |                  |                  |                  | 29               |                  |
| アジア冬季競技大会            | 16               |                  |                  |                  |                  |                  |                  | 18               |
| 冬季ユニバーシアード          |                  |                  |                  | 30               |                  |                  |                  |                  |
| アジアフィギュア杯            |                  |                  |                  |                  | 14               |                  |                  |                  |
| 国際大会：ジュニア            |                  |                  |                  |                  |                  |                  |                  |                  |
| 世界Jr.選手権                 | 53               |                  |                  |                  |                  |                  |                  |                  |
| JGPバルチック杯               | 25               |                  |                  |                  |                  |                  |                  |                  |
| JGPタリン杯                   | 28               |                  |                  |                  |                  |                  |                  |                  |
| JGPブラオエン・シュベルター杯 |                  | 29               |                  |                  |                  |                  |                  |                  |
| 国内大会                      |                  |                  |                  |                  |                  |                  |                  |                  |
| モンゴル選手権                |                  |                  |                  |                  |                  |                  |                  |                  |

- J - ジュニアクラス 13歳～19歳

マークが付いている大会はISU公認の国際大会。

## 受賞歴
- 市制69周年豊田市表彰[6]